# Europees ecolabel

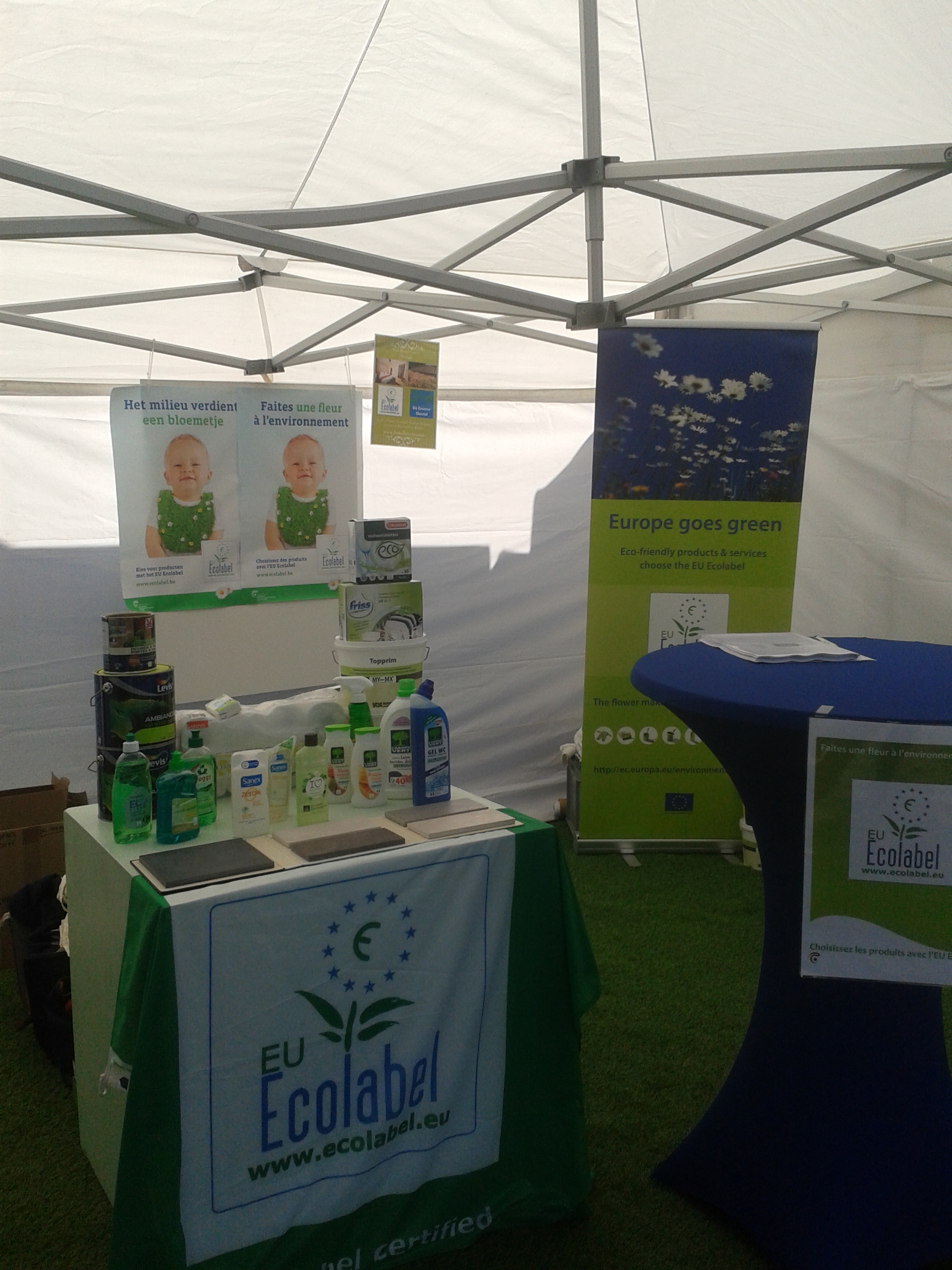
Promotie van het EU Ecolabel in België

Het Europees Ecolabel (EU Ecolabel) is het milieukeurmerk van de Europese Unie voor non-foodproducten en diensten. Het EU Ecolabel is in 1992 ingevoerd met de Verordening (EEG) nr. 880/92 van de Raad van 23 maart 1992 In 2000 werd het systeem grondig herzien (Verordening (EG) nr. 1980/2000 van het Europees Parlement en de Raad van 17 juli 2000) en in 2009 met Verordening (EG) nr. 66/2010 van 25 november
Het doel is om duurzame productie en consumptie te stimuleren. De criteria hebben betrekking op de hele levenscyclus van een product of dienst. Van grondstoffen, energiegebruik tot schadelijke stoffen en afval. Voor producenten of leveranciers is het EU Ecolabel een betrouwbaar bewijs van de milieuvriendelijkheid van een product of dienst. Het is een vrijwillig keurmerk en naar de criteria wordt door overheden - in het kader van Duurzaam Inkopen - verwezen in openbare aanbestedingen.
Het EU Ecolabel wordt toegekend door bevoegde instanties in elke lidstaat van de Europese Unie en in Noorwegen, Liechtenstein en IJsland. In België is dit het Comité voor het toekennen van de Europese milieukeur waarvan het secretariaat zoch bevindt bij de Afdeling Productbeleid van de Federale Overheidsdienst Volksgezondheid, Veiligheid van de Voedselketen en Leefmilieu. In Nederland is dit SMK (Stichting Milieukeur).
Criteria voor de toekenning van het EU Ecolabel worden op Europees niveau vastgesteld per productgroep. Ze worden op Europees niveau ontwikkeld op basis van wetenschappelijk onderzoek en grondige consultatierondes binnen het zogenaamde Bestuur van het Europees Ecolabel (European Union Ecolabelling board - EUEB). In dit bestuur hebben zitting: nationale overheden, industrie en handel, milieu- en consumentenorganisaties en de nationale bevoegde instanties. De criteria worden vastgesteld in de vorm van een Commissiebeschikking na goedkeuring door de Europese Commissie en enkel als een gekwalificeerde meerderheid van de lidstaten er voor heeft gestemd. Eenmaal vastgesteld zijn de criteria geldig in alle EU lidstaten incl. Noorwegen, Liechtenstein en IJsland. De Europese Commissie coördineert en stelt in de regel financiële middelen ter beschikking voor de ontwikkeling en herziening van criteria. Deze criteria worden gepubliceerd in het Publicatieblad van de Europese Unie.
Het logo is een groene bloem met het symbool van de Europese Unie. Op producten met het EU Ecolabel staat het logo en het bijhorende licentienummer. Optioneel worden enkele zinnen bijkomende tekst vermeld die aangeven welke de belangrijkste milieuaspecten zijn waarvoor het keurmerk is toegekend, bijvoorbeeld: "Geringe luchtverontreiniging" of "Efficiënt energiegebruik".
Een overzicht van producten met een EU Ecolabel is te vinden op de Ecolabel website van de Europese Commissie. In 2015 zijn er meer dan 44.000 producten en diensten gecertificeerd voor het EU Ecolabel.